# Жименес де Соуза, Гильерме
Гилье́рме Жиме́нес де Со́уза, более известный как Гильерме Жименес или просто Жименес (порт.-браз. Guilherme Gimenez de Souza; 18 июня 1995, Кравиньюс, штат Сан-Паулу — 28 ноября 2016, Серро-Гордо, Ла-Уньон, Антьокия, Колумбия) — бразильский футболист, выступавший на позиции правого защитника (латераля). Погиб в авиакатастрофе BAe 146 под Медельином.

## Биография
Гильерме Жименес родился в пригороде Рибейран-Прету Кравиньюсе, в 2012 году попал в футбольную школу команды «Оле Бразил» (Рибейран-Прету), а спустя год перешёл в академию второго по популярности клуба города «Комерсиал». На взрослом уровне дебютировал в 2013 году в рамках розыгрыша Кубка Паулисты, в котором он сыграл без замен 10 матчей. В 2014 году выступал в этом же турнире уже за «Ботафого», самую популярную и титулованную команду города. В 2015 году дебютировал в чемпионате штата Сан-Паулу, по завершении которого перешёл в команду Серии A «Гояс». Жименес моментально стал игроком основного состава «попугаев», сыграв до окончания чемпионата Бразилии в 23 матчах. В том же сезоне дебютировал на международном уровне — в Южноамериканском кубке.
В 2016 году перешёл в «Шапекоэнсе», с которым в первой половине года выиграл чемпионат штата Санта-Катарина. Жименес был твёрдым игроком основного состава в чемпионате Бразилии (сыграл 31 матч из 37) и в розыгрыше Южноамериканского кубка. Команда впервые в своей истории сумела выйти в финал международного турнира. Гильерме Жименес сыграл 59 минут первого полуфинального матча против аргентинского «Сан-Лоренсо» (1:1), а в ответной игре (0:0) участия не принимал. По итогам этого двухматчевого противостояния «Шапе» вышел в финал турнира.
28 ноября 2016 года погиб в авиакатастрофе под Медельином вместе с практически всем составом и тренерским штабом клуба в полном составе, который летел на первый финальный матч ЮАК-2016 с «Атлетико Насьоналем». Позже КОНМЕБОЛ присудила победу в турнире «Шапекоэнсе».
Гильерме Жименес начинал играть в футбол в качестве полузащитника, но позже успешно переквалифицировался во флангового защитника. Отпевание Жименеса проходило на стадионе «Ботафого» в Рибейран-Прету совместно с другим уроженцем этого города Матеусом Карамело, также погибшим в авиакатастрофе. Похоронен Жименес на кладбище Кравиньюса. У Жименеса осталась жена Патрисия и 2-летняя дочь Розана.

## Достижения
- Чемпион штата Санта-Катарина (1): 2016
- Обладатель Южноамериканского кубка (1): 2016